# Željezni zakon oligarhije
Željezni zakon oligarhije politička je teorija koju je prvi razvio talijanski sociolog njemačkog podrijetla Robert Michels u svojoj knjizi Političke stranke iz 1911. godine. Tvrdi da je vladavina elite ili oligarhije neizbježna kao "željezni zakon" unutar svake demokratske organizacije kao dio "taktičkih i tehničkih potreba" organizacije.
Michelsova teorija kaže da se sve složene organizacije, bez obzira na to koliko su demokratske kada su nastale, na kraju razviju u oligarhije. Michels je primijetio da, budući da niti jedna dovoljno velika i složena organizacija ne može funkcionirati isključivo kao izravna demokracija, moć unutar organizacije uvijek će biti delegirana pojedincima unutar te grupe, izabranim ili ne.
Koristeći anegdote iz političkih stranaka i sindikata koji se bore da djeluju demokratski kako bi izgradio svoj argument 1911., Michels se osvrnuo na primjenu ovog zakona na predstavničku demokraciju i izjavio: "Tko kaže organizacija, kaže oligarhija." Izjavio je i da se "povijesna evolucija ruga svim profilaktičkim mjerama koje su usvojene za sprječavanje oligarhije."
Prema Michelsovom mišljenju, svim organizacijama na kraju upravlja "liderska klasa", koja često ima oblik plaćenih administratora, rukovoditelja, glasnogovornika ili političkih stratega organizacije. Daleko od toga da su "sluge masa", Michels tvrdi da će ova "liderska klasa", a ne članstvo organizacije, neizbježno rasti i dominirati strukturama moći organizacije. Kontrolirajući tko ima pristup informacijama, oni na vlasti mogu uspješno centralizirati svoju moć, često uz malo odgovornosti, zbog apatije, ravnodušnosti i nesudjelovanja većine običnih članova u odnosu na procese donošenja odluka u organizaciji. Michels tvrdi da su demokratski pokušaji da se vodeće pozicije drže odgovornima skloni neuspjehu, jer s moći dolazi sposobnost nagrađivanja lojalnosti, sposobnost kontrole informacija o organizaciji i sposobnost kontrole postupaka koje organizacija slijedi prilikom donošenja odluka. Svi ovi mehanizmi mogu se koristiti za snažan utjecaj na ishod bilo koje odluke koju članovi donesu "demokratski".
Michels je izjavio da je službeni cilj predstavničke demokracije, eliminacija vladavine elite, nemoguć, da je predstavnička demokracija fasada koja legitimira vladavinu određene elite, te da je vladavina elite, koju on naziva oligarhijom, neizbježna. Kasnije je Michels emigrirao u Italiju i pridružio se fašističkoj stranci Benita Mussolinija, jer je vjerovao da je to sljedeći legitimni korak modernih društava. Teza je ponovno postala popularna u poslijeratnoj Americi s objavljivanjem Union Democracy: The Internal Politics of the International Typographic Union (1956.) i tijekom crvenog straha koji je donio makartizam.

## Povijest
Godine 1911. Robert Michels je tvrdio da su, paradoksalno, europske socijalističke stranke izgledno dominirane od strane njihovih vođa baš kao i tradicionalne konzervativne stranke, unatoč njihovoj demokratskoj ideologiji i odredbama za masovno sudjelovanje. Michelsov je zaključak bio da problem leži u samoj prirodi organizacija. Liberalnije i demokratskije moderno doba dopuštalo je formiranje organizacija s inovativnim i revolucionarnim ciljevima, ali kako su takve organizacije postajale složenije, postajale su sve manje demokratske i revolucionarne. Michels je tako formulirao "željezni zakon oligarhije": "Tko kaže organizacija, kaže oligarhija".
Kasnije je postao važan ideolog fašističkog režima Benita Mussolinija u Italiji, predavajući ekonomiju na Sveučilištu u Perugi.

## Razlozi
Michels je naglasio nekoliko čimbenika koji leže u temelju željeznog zakona oligarhije. Darcy K. Leach ih je ukratko sažeo kao: „Birokracija se događa. Ako se dogodi birokracija, moć raste. Moć kvari." Svaka velika organizacija, istaknuo je Michels, mora stvoriti birokraciju kako bi održala svoju učinkovitost kako postaje sve veća: svakodnevno se moraju donositi mnoge odluke koje ne može donijeti veliki broj neorganiziranih ljudi. Da bi organizacija učinkovito funkcionirala, mora se dogoditi centralizacija i moć će završiti u rukama nekolicine. Ona nekolicina — oligarhija — upotrijebit će sva potrebna sredstva za očuvanje i daljnje povećanje svoje moći.
Prema Michelsu, ovaj je proces dodatno složen jer je delegiranje neophodno u svakoj velikoj organizaciji, budući da tisuće, ponekad stotine tisuća, članova ne mogu donositi odluke kroz participativnu demokraciju. To je do danas bilo diktirano nedostatkom tehnoloških sredstava za sastajanje i raspravu velikog broja ljudi, kao i stvarima koje se odnose na psihologiju gomile, jer je Michels tvrdio da ljudi osjećaju potrebu da ih se vodi. Delegiranje međutim vodi do specijalizacije, do razvoja baza znanja, vještina i resursa među vodstvom, što dodatno otuđuje vodstvo od običnih službenika i učvršćuje vodstvo u uredu. Michels je također tvrdio da je za vođe u organizacijama "želja za dominacijom... univerzalna. To su osnovne psihološke činjenice”. Stoga su bili skloni tražiti moć i dominaciju.
Birokratizacija i specijalizacija pokretački su procesi iza željeznog zakona. Oni rezultiraju usponom skupine profesionalnih administratora u hijerarhijskoj organizaciji, što zauzvrat dovodi do racionalizacije i rutinizacije ovlasti i donošenja odluka, procesa koji je prvi i možda najbolje opisao Max Weber, kasnije John Kenneth Galbraith, i u manjoj i ciničnijoj mjeri objašnjeno Petrovim načelom.
Birokracija po svom dizajnu dovodi do centralizacije moći od strane vođa. Lideri također imaju kontrolu nad sankcijama i nagradama. Skloni su promicati one koji dijele njihovo mišljenje, što neizbježno dovodi do ovjekovječujuće oligarhije. Ljudi postižu vodeće položaje jer imaju natprosječne političke vještine (vidi karizmatični autoritet). Kako napreduju u karijeri, njihova moć i prestiž rastu. Lideri kontroliraju informacije koje teku kanalima komunikacije, cenzuriraju ono što ne žele da obični službenici znaju. Lideri će također posvetiti značajna sredstva kako bi uvjerili službenike u ispravnost svojih stavova. Ovo je kompatibilno s većinom društava: ljudi se uče da slušaju one koji su na vlasti. Stoga službenici pokazuju malo inicijative i čekaju da vođe izvrše svoju prosudbu i izdaju upute koje treba slijediti.

## Implikacije
„Željezni zakon oligarhije“ nam govori da će svi oblici organizacije, bez obzira na to koliko demokratski bili u početku, na kraju i neizbježno razviti oligarhijske tendencije, čime će prava demokracija biti praktično i teoretski nemoguća, osobito u velikim grupama i složenim organizacijama. Relativna strukturna fluidnost u demokraciji malog razmjera podleže "društvenoj viskoznosti" u organizaciji velikog razmjera. Prema "željeznom zakonu" demokracija i organizacija velikih razmjera su neuskladivi.

## Primjeri i izuzeci
Primjer koji je Michels upotrijebio u svojoj knjizi bila je njemačka Socijaldemokratska stranka.

### Radnički sindikati i Lipsetovasindikalna demokracija
Jedna od najpoznatijih iznimaka željeznog zakona oligarhije je danas nepostojeća Međunarodna tiskarska unija, koju je opisao Seymour Martin Lipset u svojoj knjizi iz 1956., Union Democracy. Lipset sugerira brojne čimbenike koji su postojali u ITU-u, a koji su navodno odgovorni za suzbijanje ove tendencije prema birokratskoj oligarhiji. Prvi i možda najvažniji odnosi se na način na koji je sindikat osnovan. Za razliku od mnogih drugih sindikata (npr. CIO's United Steel Workers of America (USWA) i brojni drugi obrtnički sindikati) koji su bili organizirani od vrha prema dolje, ITU je imao niz velikih, jakih lokalnih sindikata koji su cijenili svoju autonomiju, koji je postojao mnogo prije formiranja internacionale. Ta je lokalna autonomija ojačana gospodarstvom tiskarske industrije koja je djelovala uglavnom na lokalnim i regionalnim tržištima, s malo konkurencije iz drugih zemljopisnih područja. Veliko lokalno stanovništvo nastavilo je ljubomorno čuvati ovu autonomiju od nametanja međunarodnih časnika. Drugo, postojanje frakcija pomoglo je držati kontrolu nad oligarhijskim tendencijama koje su postojale u nacionalnom stožeru. Lideri koji nisu kontrolirani imaju tendenciju razvijati veće plaće i raskošnije stilove života, zbog čega se ne žele vratiti na svoje prijašnje poslove. Ali s moćnom vanjskom frakcijom spremnom razotkriti rasipnost, nijedan se vođa nije usudio uzeti pretjerano velikodušnu osobno obeštećenje. Ova su dva čimbenika bila uvjerljiva u slučaju ITU-a.
Lipset i njegovi suradnici također navode niz drugih čimbenika koji su specifični za obrtničke sindikate općenito, a posebno za tiskarske obrte, uključujući homogenost članstva, s obzirom na njihov rad i stil života, njihovu identifikaciju sa svojim obrtom, njihovi srednjeklasni način života i plaća. Za ovu posljednju točku on se oslanja na Aristotela koji je tvrdio da je demokratsko državno uređenje najvjerojatnije tamo gdje postoji velika, stabilna srednja klasa, a krajnosti bogatstva i siromaštva nisu velike. Naposljetku, autori primjećuju nepravilno radno vrijeme koje je dovelo do toga da kolege iz trgovine više slobodnog vremena provode zajedno. Ovi posljednji čimbenici su manje uvjerljivi, budući da se ne odnose na mnoge industrijske oblike organiziranja, gdje se u posljednje vrijeme razvila najveća količina sindikalne demokracije.

### Sveučilišni studentski zborovi
Titus Gregory koristi Michelsov "željezni zakon" da bi opisao kako demokratska centralistička struktura Kanadske federacije studenata, koja se sastoji od pojedinačnih studentskih sindikata, potiče oligarhiju.
Titus Gregory tvrdi da sindikati sveučilišnih studenata danas "pokazuju i oligarhijske i demokratske tendencije". Za razliku od sindikata, oni imaju ideološki raznoliko članstvo i često imaju natjecateljske demokratske izbore koje pokrivaju nezavisni kampusni mediji koji čuvaju njihovu neovisnost. Ti čimbenici imaju snažan demokratizirajući utjecaj, stvarajući uvjete slične onima koje je opisao Lipset o ITU-u. Međutim, Gregory tvrdi da studentske udruge također mogu biti vrlo nedemokratske i oligarhijske kao rezultat prolaznog članstva uključenih studenata. Svake godine između jedne četvrtine i jedne polovice članstva se promijeni, a Gregory tvrdi da to stvara situaciju u kojoj izabrani studentski vođe postaju ovisni o osoblju studentskog sindikata za institucionalnu memoriju i vodstvo. Budući da mnogi studentski savezi izvlače obvezne naknade iz svog prolaznog članstva, a mnogi manji fakulteti i/ili gradski kampovi mogu izvući taj novac s malo odgovornosti, oligarhijsko ponašanje postaje ohrabreno. Primjerice, Gregory ističe kako često izborna pravila studentskih sindikata "rade prema tiranskim pravilima i propisima" koje često koriste oni na vlasti kako bi diskvalificirali ili isključili potencijalne protukandidate na izborima. Gregory zaključuje da se studentski sindikati mogu "oduprijeti željeznom zakonu oligarhije" ako imaju "angažiranu studentsku zajednicu", "neovisne studentske medije", "snažnu tradiciju slobode informacija" i "nepristrano izborno tijelo" sposobno poštenog provođenja izbora.

### Participatorne podskupine i kompenzirajuća moć
Studija Jonathana Foxa iz 1992. usredotočuje se na to kako participativne podskupine unutar članske organizacije mogu stvoriti određeni stupanj kompenzacijske moći koja može barem privremeno ublažiti "željezni zakon oligarhije".

### Wikipedia
Istraživanje Bradija Heaberlina i Simona DeDea pokazalo je da je evolucija Wikipedijine mreže normi tijekom vremena u skladu sa željeznim zakonom oligarhije. Njihova kvantitativna analiza temelji se na rudarenju podataka tijekom desetljeća članaka i korisničkih informacija. Prikazuje pojavu oligarhije proizašle iz nadležnosti u pet značajnih "grupacija": administracija, kvaliteta članka, suradnja, oblikovanje i politika sadržaja. Heaberlin i DeDeo primjećuju: "Osnovne norme enciklopedije govore o univerzalnim načelima, kao što su neutralnost, provjerljivost, uljudnost i konsenzus. Dvosmislenost i tumačivost ovih apstraktnih pojmova može ih natjerati da se s vremenom odvoje jedni od drugih.”

## Rješenje Adolfa Gassera za Michelsov željezni zakon oligarhije
U svojoj knjizi de. Gemeindefreiheit als Rettung Europas, objavljen 1943. (prvo izdanje na njemačkom) s drugim izdanjem 1947. (na njemačkom), Adolf Gasser naveo je sljedeće zahtjeve za predstavničku demokraciju kako bi ostala stabilna, netaknuta Michelsovim željeznim zakonom oligarhije:
- Društvo se mora graditi od dna do vrha. Kao posljedica toga, društvo grade ljudi koji su slobodni i imaju moć da se brane oružjem.
- Ovi slobodni ljudi se pridružuju ili osnivaju lokalne zajednice. Te su lokalne zajednice neovisne, što uključuje i financijsku neovisnost, te slobodne određivati vlastita pravila.
- Mjesne zajednice se udružuju u višu jedinicu npr. kanton.
- Ne postoji hijerarhijska birokracija.
- Između tih lokalnih zajednica postoji natjecanje, npr. u pruženim uslugama ili u porezima.

## Recepcija
Godine 1954. Maurice Duverger izrazio je općenito slaganje s Michelsovom tezom. U studiji iz 1953., C.W. Cassinelli je tvrdio da Michelsova glavna teza ima "visok stupanj opće vjerodostojnosti", ali je tvrdio da je izjava teorije "neadekvatna" i da su Michelsovi dokazi za teoriju "neuvjerljivi". U članku iz 1966., politolog Dankwart Rustow opisao je Michelsovu tezu kao "briljantno pogrešan argument a fortiori ". Rustow je naveo da se iskustvo socijaldemokratskih stranaka Europe ne može generalizirati za druge političke stranke. U svom djelu Democracy and Knowledge Josiah Ober tvrdi da iskustvo drevne Atene pokazuje da Michelsov argument nije istinit; Atena je bila velika participativna demokracija, ali je ipak bila bolja od svojih hijerarhijskih suparnika.
Prema članku iz 2000., "U onoj mjeri u kojoj suvremeni znanstvenici uopće postavljaju pitanja o organizacijama društvenih pokreta, oni imaju tendenciju poduprijeti Michelsovu tvrdnju da su birokratizirane, utvrđene organizacije konzervativnije u ciljevima i taktikama, iako obično bez eksplicitnog uključivanja u raspravu o željeznom zakonu." Studija je međutim otkrila da je željezni zakon bio savitljiv i da bi se uspostavljeni radnički sindikati pod određenim okolnostima mogli revitalizirati i doživjeti radikalne promjene u skladu sa željama svojih članova.
Prema studiji iz 2005., "Unatoč gotovo cijelom stoljeću znanstvene rasprave o ovom pitanju ... još uvijek nema konsenzusa o tome je li i pod kojim uvjetima Michelsova tvrdnja istinita." Jedna od kritika je da moć ne korumpira nužno vodstvo organizacije i da struktura organizacije može obuzdati vođe. Druga kritika je da Michels ne ocrtava uvjete pod kojima bi njegova teza mogla biti falsificirana niti jasnu definiciju onoga što čini oligarhiju.
Metoda koju Michels koristi ponekad se karakterizira kao "ključna" ili "najmanje vjerojatna" studija slučaja, jer je odabrao slučaj (Njemačku socijaldemokratsku stranku) za koji je najmanje vjerojatno da će poduprijeti njegovu teoriju (jer je Njemačka socijaldemokratska stranka bila institucija koja je imala demokratski proces i ideologiju).

## Ostalo
Željezni zakon oligarhije sličan je konceptu u Teoriji i praksi oligarhijskog kolektivizma, fiktivnoj knjizi u distopijskom romanu Tisuću devetsto osamdeset četvrta Georgea Orwella, koji je napisao recenziju "Menadžerske Revolucije" Jamesa Burnhama nekoliko godina ranije. ta izmišljena knjiga počinje:

## Vanjske poveznice
- Političke stranke  Arhivirana inačica izvorne stranice od 17. kolovoza 2020. (Wayback Machine) Roberta Michelsa u PDF-u
- Verstehen: Početna stranica Maxa Webera  Arhivirana inačica izvorne stranice od 23. travnja 2023. (Wayback Machine) Frank W. Elwell. Odjeljak 'Oligarhija' opisuje Zakon. Zadnji put pristupljeno 27. svibnja 2006.